# Кен Дагдейл
Кен Дагдейл (англ. Ken Dugdale, нар. 7 грудня 1950, Ліверпуль) — англійський футболіст, що грав на позиції півзахисника. По завершенні ігрової кар'єри — тренер.

## Ігрова кар'єра
Народився в Ліверпулі. Займався футболом у академіях клубів «Кіркбі Таун», «Астон Вілла» та «Вулвергемптон Вондерерз». 
У дорослому футболі дебютував 1970 року виступами за команду «Віган Атлетік», в якому провів два сезони. Після цього захищав кольори інших невеликих англійських клубів «Нью-Брайтон» та «Берско».
Згодом він переїхав до Нової Зеландії і закінчив свою ігрову кар’єру в місцевому клубі «Гісборн Сіті».

## Кар'єра тренера
Розпочав тренерську кар'єру у Новій Зеландії, де у 1985-1986 роках він тренував «Норт Веллінгтон», а потім «Вестерн Сабербс» з 1996 року. 
Через два роки його призначили тренером збірної Нової Зеландії. Дагдейл виграв зі збірною Кубок націй ОФК 1998 року в Австралії, обігравши в фіналі Австралію. Перемога дозволила новозеландцям представляти федерацію на Кубку конфедерацій 1999 року, вперше у своїй історії. На турнірі в Мексиці команда Дагдейла програла всі три гри і не вийшла з групи. 
На наступному Кубку націй ОФК 2000 року у Французькій Полінезії збірна знову дійшла до фіналу, але цього разу поступилась там австралійцям і здобула лише «срібло».  Він залишив свою посаду у 2002 році, після програшу у кваліфікації до чемпіонату світу 2002 року. 
У 2002-2003 роках він очолював «Нью-Зіленд Найтс» з Окленда, єдиний професіональний клуб в країні, який грав в чемпіонаті Австралії.
Потім він повернувся до Європи, де працював, зокрема, в англійському клубі «Болтон Вондерерз». У 2008 році він став тренером скромного норвезького клубу, Vollen Ungdomslag Fotball.

## Особисте життя
Його дядько Джиммі Дагдейл та брат Алан також були футболістами.

## Титули і досягнення
- Володар Кубка націй ОФК: 1998
- Срібний призер Кубка націй ОФК: 2000